# Standbeeld van een kotomisi
Er staat een standbeeld van een kotomisi aan de Kleine Waterstraat in Paramaribo. Het staat rechts voor de ingang van Torarica Resort op de parkeerplaats met zicht op de voorbijrijdende auto's. Met kotomisi wordt in Suriname een vrouw bedoeld die zich kleedt in traditionele creoolse klederdracht.
Het beeld werd gemaakt door Jo Rens en staat sinds de oplevering op het terrein van het Hotel Torarica. Dit werd op 10 juli 1962 als eerste moderne hotel van Suriname geopend. Het hotel kwam er nadat uit een onderzoek van de luchtvaartmaatschappij Pan Am uit 1956 was gebleken dat hier vraag naar was, met een potentiële Surinaamse toerismesector van minimaal zesduizend bezoekers per jaar.
Het hotel besteedde sinds de opening terugkerend aandacht aan de traditionele creoolse kleding. Een belangrijk promotor van het behoud ervan was Ilse Henar-Hewitt (1922-1996) die onder meer in dit hotel haar kotoshows opvoerde. Christine van Russel-Henar zette het werk van haar moeder voort en opende in 2009 het Koto Museum in Paramaribo.